# Нітрифікуючі бактерії
Нітрифіку́ючі бакте́рії — бактерії, що перетворюють аміак і амонійні солі в нітрати; аеробні, грамнегативні, рухливі (мають джгутики); мешкають у ґрунті та водоймищах.
Виділені й описані 1890 року мікробіологом С. Виноградським (їх відкриття дозволило йому створити учення про хемосинтез). За способом живлення — хемотрофи.
Перетворення NH3 в нітрати (нітрифікація) здійснюється в два етапи. Перша стадія — окиснення аміаку до азотистої кислоти (точніше, її аніона), яке здійснюють нітрифікуючі бактерії за наступним механізмом:
NH3 + O2 + НАДН2 = NH2OH + H2OOH + НАД+
NH2OH = (HNO) + 2e + 2H+
(HNO) = N2O
NH2OH + O2 = NO-2 + H2O + H+
Друга стадія — окиснення аніона азотистої кислоти до аніона азотної кислоти.